# Mats Jonsson
Mats Jonsson (ur. 28 listopada 1957 w Edsvalla) – szwedzki kierowca rajdowy. W swojej karierze dwukrotnie zwyciężył w rajdach Mistrzostw Świata.
W 1979 roku Jonsson zadebiutował w Rajdowych Mistrzostwach Świata. Pilotowany przez Pera Hanssona i jadący Volvem 142 zajął wówczas 16. miejsce w Rajdzie Szwecji. W swojej karierze co roku zaliczał występy w Rajdzie Szwecji, a także rzadziej w Rajdzie Wielkiej Brytanii i Rajdzie Finlandii. W 1984 roku w Rajdzie Szwecji zajął 4. miejsce i zdobył swoje pierwsze w karierze punkty do klasyfikacji generalnej Mistrzostw Świata. Z kolei w tym samym rajdzie w 1991 roku był drugi stając tym samym po raz pierwszy na podium w swojej karierze. W 1992 roku jadąc Toyotą Celiką GT-Four wraz z pilotem Larsem Bäckmanem odniósł pierwsze swoje zwycięstwo w Mistrzostwach Świata wygrywając Rajd Szwecji. Rok później z tym samym pilotem i również jadąc Toyotą Celiką po raz drugi zwyciężył w Rajdzie Szwecji. Od 1979 do 2007 roku wystąpił w 40 rajdach Mistrzostwach Świata. Wygrał 2 z nich i zdobył łącznie 112 punktów w klasyfikacji generalnej MŚ.
Swój debiut rajdowy Jonsson zaliczył w 1976 roku w wieku 19 lat. Startował nie tylko w Mistrzostwach Świata, ale także w rajdach Mistrzostw Europy czy krajowych mistrzostw. Ma za sobą zwycięstwa w takich rajdach Mistrzostw Europy jak Rajd Norwegii, Rajd ADAC-3-Städte czy Rajd Południowej Szwecji. Wielokrotnie w swojej karierze zostawał rajdowym mistrzem Szwecji.

## Występy w mistrzostwach świata
| Sezon | Zespół                      | Samochód                    | 1      | 2      | 3          | 4          | 5             | 6         | 7             | 8               | 9             | 10            | 11            | 12                       | 13              | 14              | 15       | 16              | Punkty | Miejsce |
| ----- | --------------------------- | --------------------------- | ------ | ------ | ---------- | ---------- | ------------- | --------- | ------------- | --------------- | ------------- | ------------- | ------------- | ------------------------ | --------------- | --------------- | -------- | --------------- | ------ | ------- |
| 1979  | Mats Jonsson                | Volvo 142                   | MCO    | SWE 16 | POR        | KEN        | GRE           | NZL       | FIN 25        | CAN             | ITA           | FRA           | GBR           | CIV                      |                 |                 |          |                 | 0      | -       |
| 1980  | Mats Jonsson                | Volvo 142                   | MCO    | SWE 22 | POR        | KEN        | GRE           | ARG       | FIN           | NZL             | ITA           | FRA           | GBR           | CIV                      |                 |                 |          |                 | 0      | -       |
| 1981  | Mats Jonsson                | Volvo 142                   | MCO    | SWE 12 | POR        | KEN        | FRA           | GRE       | ARG           | BRA             | FIN           | ITA           | CIV           | GBR 16                   |                 |                 |          |                 | 0      | -       |
| 1982  | Mats Jonsson                | Opel Ascona                 | MCO    | SWE 12 | POR        | KEN        | FRA           | GRE       | NZL           | BRA             | FIN           | ITA           | CIV           | GBR 16                   |                 |                 |          |                 | 0      | -       |
| 1983  | Mats Jonsson                | Opel Ascona                 | MCO    | SWE 13 | POR        | KEN        | FRA           | GRE       | NZL           | ARG             | FIN NU        | ITA           | CIV           | GBR 11                   |                 |                 |          |                 | 0      | -       |
| 1984  | Opel Team Sweden            | Opel Ascona                 | MCO    | SWE 4  | POR        | KEN        | FRA           | GRE       | NZL           | ARG             | FIN           | ITA           | CIV           | GBR NU                   |                 |                 |          |                 | 10     | 19.     |
| 1985  | Opel Team Sweden            | Opel Ascona                 | MCO    | SWE 9  | POR        | KEN        | FRA           | GRE       | NZL           | ARG             | FIN           | ITA           | CIV           | GBR 13                   |                 |                 |          |                 | 2      | 60.     |
| 1986  | Opel Team Sweden            | Opel Kadett GSI Opel Ascona | MCO    | SWE 12 | POR        | KEN        | FRA           | GRE       | NZL           | ARG             | FIN           | CIV           | ITA           | GBR 13                   | USA             |                 |          |                 | 0      | -       |
| 1987  | GM Euro Sport               | Opel Kadett GSI             | MCO    | SWE 13 | POR        | KEN        | FRA           | GRE       | USA           | NZL             | ARG           | FIN NU        | CIV           | ITA                      | GBR 7           |                 |          |                 | 4      | 46.     |
| 1988  | GM Euro Sport               | Opel Kadett GSI             | MCO    | SWE NU | POR        | KEN        | FRA           | GRE       | USA           | NZL             | ARG           | FIN 10        | CIV           | ITA                      | GBR 9           |                 |          |                 | 3      | 70.     |
| 1989  | GM Euro Sport               | Opel Kadett GSI             | SWE    | MCO 12 | POR        | KEN        | FRA           | GRE       | NZL 4         | ARG             | FIN           | AUS NU        | ITA           | CIV                      | GBR 13          |                 |          |                 | 10     | 29.     |
| 1990  | Toyota Team Sweden          | Toyota Celica GT-Four       | MCO    | POR    | KEN        | FRA        | GRE           | NZL       | ARG           | FIN             | AUS           | ITA           | CIV           | GBR 4                    |                 |                 |          |                 | 10     | 20.     |
| 1991  | Toyota Team Sweden          | Toyota Celica GT-Four       | Monako | 2      | Portugalia | Kenia      | Francja       | Grecja    | Nowa Zelandia | Argentyna       | 6             | Australia     | Włochy        | Wybrzeże Kości Słoniowej | Hiszpania       | Wielka Brytania |          |                 | 21     | 12.     |
| 1992  | Toyota Team Sweden          | Toyota Celica GT-Four       | Monako | 1      | Portugalia | Kenia      | Francja       | Grecja    | Nowa Zelandia | Argentyna       | Finlandia     | Australia     | Włochy        | Wybrzeże Kości Słoniowej | Hiszpania       | Wielka Brytania |          |                 | 20     | 15.     |
| 1993  | Toyota Team Sweden          | Toyota Celica Turbo 4WD     | Monako | 1      | Portugalia | Kenia      | Francja       | Grecja    | Argentyna     | Nowa Zelandia   | Finlandia     | Australia     | Włochy        | Hiszpania                | 9               |                 |          |                 | 22     | 13.     |
| 1995  | 555 Subaru World Rally Team | Subaru Impreza 555          | Monako | NU     | Portugalia | Francja    | Nowa Zelandia | Australia | Hiszpania     | Wielka Brytania |               |               |               |                          |                 |                 |          |                 | 0      | -       |
| 1996  | Opel Team Sweden            | Opel Astra GSI 16V          | NU     | Kenia  | Indonezja  | Grecja     | Argentyna     | Finlandia | Australia     | Włochy          | Hiszpania     |               |               |                          |                 |                 |          |                 | 0      | -       |
| 1997  | Mats Jonsson                | Ford Escort RS Cosworth     | Monako | 9      | Kenia      | Portugalia | Hiszpania     | Francja   | Argentyna     | Grecja          | Nowa Zelandia | Finlandia     | Indonezja     | Włochy                   | Australia       | Wielka Brytania |          |                 | 0      | -       |
| 1998  | Bo-BE Plastindustri         | Ford Escort RS Cosworth     | Monako | 10     | Kenia      | Portugalia | Hiszpania     | Francja   | Argentyna     | Grecja          | Nowa Zelandia | Finlandia     | Włochy        | Australia                | Wielka Brytania |                 |          |                 | 0      | -       |
| 1999  | Bo-BE Plastindustri         | Ford Escort WRC             | Monako | NU     | Kenia      | Portugalia | Hiszpania     | Francja   | Argentyna     | Grecja          | Nowa Zelandia | Finlandia     |               | Włochy                   | Australia       | Wielka Brytania |          |                 | 0      | -       |
| 2000  | Mats Jonsson                | Ford Escort WRC             | Monako | NU     | Kenia      | Portugalia | Hiszpania     | Argentyna | Grecja        | Nowa Zelandia   | Finlandia     | Cypr          | Francja       | Włochy                   | Australia       | Wielka Brytania |          |                 | 0      | -       |
| 2001  | Mats Jonsson                | Mitsubishi Lancer Evo 6     | Monako | 20     | Portugalia | Hiszpania  | Argentyna     | Cypr      | Grecja        | Kenia           | Finlandia     | Nowa Zelandia | Włochy        | Francja                  | Australia       | Wielka Brytania |          |                 | 0      | -       |
| 2007  | Mats Jonsson                | Ford Focus WRC              | Monako | 24     | Norwegia   | Meksyk     | Portugalia    | Argentyna | Włochy        | Grecja          | Finlandia     | Niemcy        | Nowa Zelandia | Hiszpania                | Francja         | Japonia         | Irlandia | Wielka Brytania | 0      | -       |